# آبدون زگاربی
آبدون سجاربی (به ایتالیایی: Abdon Sgarbi) بازیکن فوتبال و اهل ایتالیا است که از سال ۱۹۲۹ میلادی عضو تیم ملی فوتبال ایتالیا بوده و در ۱ بازی ملی حضور داشته‌است. او در بازی‌های ملی‌اش گلی به ثمر نرساند.
آبدون زگاربی آخرین بازی ملی خود را در سال ۱۹۲۹ میلادی انجام داد.